# Ralf Bißdorf
Ralf Bissdorf, né le 15 mars 1971 est un escrimeur allemand pratiquant le fleuret. Il est gaucher. Il a été médaillé d’argent lors des Jeux olympiques d'été de 2000. 

## Palmarès
- Jeux olympiques :
  -  Médaille d’argent aux Jeux olympiques d'été de 2000 à Sydney
- Championnats du monde d'escrime :
  -  Champion du monde au fleuret par équipes lors des Championnats d'Europe d'escrime 2002 à Lisbonne
  -  Médaille de bronze au fleuret par équipes lors des Championnats d'Europe d'escrime 2003 à La Havane
  -  Champion du monde au fleuret par équipes lors des Championnats d'Europe d'escrime 2005 à Leipzig

- Championnats d'Europe d'escrime :
  -  Champion d’Europe au fleuret individuel lors des Championnats d'Europe d'escrime 1998 à Plovdiv
  -  Champion d’Europe au fleuret par équipes lors des Championnats d'Europe d'escrime 1998 à Plovdiv
  -  Champion d’Europe au fleuret par équipes lors des Championnats d'Europe d'escrime 2001 à Coblence
  -  Champion d’Europe au fleuret individuel lors des Championnats d'Europe d'escrime 2006 à Smyrne
  -  Médaille de bronze au fleuret individuel lors des Championnats d'Europe d'escrime 2001 à Coblence
- Coupe du monde d'escrime
  - Vainqueur de 3 classements général de Coupe du monde 2000, 2001 et 2002.